# Швеція на літніх Олімпійських іграх 1928
Швеція брала участь у Літніх Олімпійських іграх 1928 року в Амстердамі (Нідерланди) усьоме і завоювала 25 медалей, з яких 7 золоті, 6 срібні та 12 бронзові. Збірну країни представляли 100 спортсменів (87 чоловіків, 13 жінок).

## Медалісти
| Медаль | Спортсмен                                                                             | Вид спорту           | Дисципліна                                      |
| ------ | ------------------------------------------------------------------------------------- | -------------------- | ----------------------------------------------- |
| Золото | Ерік Лундквіст                                                                        | Легка атлетика       | Чоловіки, метання списа                         |
| Золото | Свен Тофельт                                                                          | Сучасне п'ятиборство | Чоловіки, особиста першість                     |
| Золото | Свен Турелль                                                                          | Вітрильний спорт     | Клас «Монотип 12 футів»                         |
| Золото | Арне Борг                                                                             | Плавання             | Чоловіки, 1500 м вільним стилем                 |
| Золото | Туре Шестедт                                                                          | боротьба             | Чоловіки, вільна боротьба, до 87 кг             |
| Золото | Юган Ріхтгофф                                                                         | Боротьба             | Чоловіки, вільна боротьба, понад 87 кг          |
| Золото | Рудольф Свенссон                                                                      | Боротьба             | чоловіки, греко-римська боротьба, понад 82,5 кг |
| Срібло | Ерік Бюлен                                                                            | Легка атлетика       | Чоловіки, 800 м                                 |
| Срібло | Оссіян Шельд                                                                          | Легка атлетика       | Чоловіки, метання молота                        |
| Срібло | Нільс Рамм                                                                            | Бокс                 | Чоловіки, понад 79,4 кг                         |
| Срібло | Рагнар Ульсон Янне Лундблад Карл Бонде                                                | Кінний спорт         | Виїждження, командна першість                   |
| Срібло | Бу Ліндман                                                                            | Сучасне п'ятиборство | Чоловіки, особиста першість                     |
| Срібло | Ерік Мальмберг                                                                        | боротьба             | Чоловіки, греко-римська боротьба, до 62 кг      |
| Бронза | Едвін Віде                                                                            | Легка атлетика       | Чоловіки, 5000 м                                |
| Бронза | Едвін Віде                                                                            | Легка атлетика       | Чоловіки, 10.000 м                              |
| Бронза | Інга Гентсель                                                                         | Легка атлетика       | Жінки, 800 м                                    |
| Бронза | Рут Сведберг                                                                          | Легка атлетика       | Жінки, метання диска                            |
| Бронза | Гуннар Берггрен                                                                       | Бокс                 | Чоловіки, до 61,2 кг                            |
| Бронза | Єста Карлссон                                                                         | Велоспорт            | Чоловіки, індивідуальна гонка по шосе           |
| Бронза | Єста Карлссон Ерік Янссон Єорг Юннссон                                                | Велоспорт            | Чоловіки, командна гонка по шосе                |
| Бронза | Лаура Шеквіст                                                                         | Стрибки у воду       | Жінки, 10-метрова вишка                         |
| Бронза | Рагнар Ульсон                                                                         | Кінний спорт         | Виїждження, індивідуальна першість              |
| Бронза | Карл Гансен Карл Б'єрншерна Ернст Гальберг                                            | Кінний спорт         | Конкур, командна першість                       |
| Бронза | Кларенс Гаммар Торі Гольм Карл Сандблом Юн Сандблом Філіп Сандблом Вільгельм Терслефф | Вітрильний спорт     | Клас «8 метрів»                                 |
| Бронза | Арне Борг                                                                             | Плавання             | Чоловіки, 400 м вільним стилем                  |